# Средний Бабин
Средний Бабин (укр. Середній Бабин) — село в Калушской общине Калушского района Ивано-Франковской области Украины.
Население по переписи 2001 года составляло 532 человека. В 2021 году население составляло 481 человек. Занимает площадь 9,1 км². Почтовый индекс — 77335. Телефонный код — 03472.